# Tiruntán
Tiruntán es una localidad peruana, capital de distrito de Padre Márquez, provincia de Ucayali, al sur del departamento de Loreto.

## Descripción
Tiruntán es una de las localidades más aisladas del departamento de Loreto, cuenta con un precario sistema social de salud provocado por su mismo aislamiento. Las inundaciones suelen provocar estragos de forma estacional.